# Morgan Everett
Morgan Everett är en fiktiv karaktär i spelet Deus Ex.
Everett är medlem i den hemliga organisationen Illuminati. Organisationens syfte är att föra mänskligheten "till ljuset". Han är även den karaktär som representerar organisationen i spelet. 
Det var Everett som skapade Grey Death, men då var hans syfte att göra teknologin till ett hjälpmedel för människor. Det var hans elev, Bob Page, som stal teknologin, ändrade lite på den, och frigjorde den som en sjukdom.
Everett är inte med i uppföljaren, Deus Ex: Invisible War.